# Eriothrix nasutus
Eriothrix nasutus là một loài ruồi trong họ Tachinidae.